# Dreifarbige Winde
Die Dreifarbige Winde (Convolvulus tricolor), auch Dreifarbige Gartenwinde ist eine Pflanzenart aus der Familie der Windengewächse (Convolvulaceae).

## Beschreibung
Die Dreifarbige Winde ist eine einjährige Pflanze, die Wuchshöhen von 15 bis 50 Zentimeter erreicht. Die Krone ist 15 bis 40 Millimeter lang und blau, ihre Mitte ist gelb und weiß.
Die Blütezeit reicht von Juni bis September.
Die Chromosomenzahl beträgt 2n = 20.

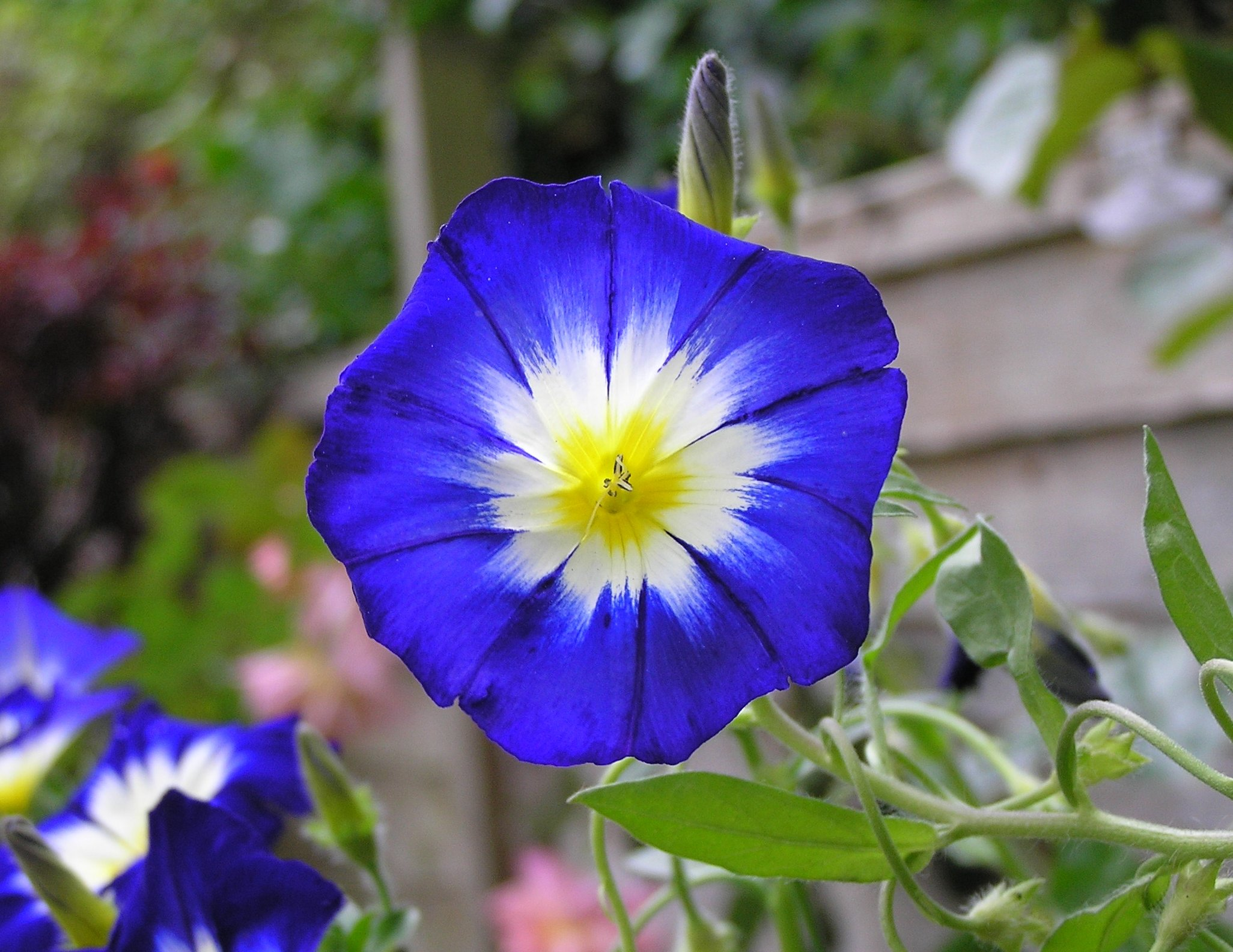
Blüte

## Vorkommen
Die Dreifarbige Winde kommt in Makaronesien und im Mittelmeerraum bis nach Mauretanien an offenen, trockenen Standorten vor.

## Systematik
Man kann folgende Unterarten unterscheiden:
- Convolvulus tricolor subsp. cupanianus (Tod.) Cavara & Grande (Syn.: Convolvulus tricolor var. heterocalyx Maire): Sie kommt in Sizilien, Malta und in Nordafrika vor.[3]
- Convolvulus tricolor subsp. meonanthus (Hoffmanns. & Link) Maire: Sie kommt im westlichen und im zentralen Mittelmeergebiet vor. Sie wird von manchen Autoren auch als eigene Art angesehen: Convolvulus meonanthus Hoffmanns. & Link.[3]
- Convolvulus tricolor subsp. tricolor: Sie kommt in Makaronesien und vom westlichen und zentralen Mittelmeergebiet bis Mauretanien vor.[3]

## Nutzung
Die Dreifarbige Winde wird zerstreut als Zierpflanze für Sommerrabatten genutzt. Sie ist seit 1629 in Kultur. Es gibt einige Sorten mit weißer, violetter, rosa und dunkelblauer Krone.